# Años 320 a. C.
Los años 320 antes de Cristo transcurrieron entre los años 329 a. C. y 320 a. C.

## Acontecimientos
- 326 a. C. (noviembre): en el golfo de Katch (mar Arábigo), 170 km al este de la ciudad costera de Duarka (India) se produce un terremoto que genera un tsunami. Se desconoce el número de miles de muertos.[1]
- 325 a. C. (entre fines de octubre y principios de noviembre): en Makran (Pakistán) ocurre un terremoto. Se desconoce el número de miles de muertos en toda la región. El tsunami generado impactó a la flota de Alejandro Magno, que en esa época estaba en las cercanías del delta del río Indo.[2]
- 323 a. C. (13 de junio): en Babilonia (Irak) muere Alejandro Magno (nacido en 356 a. C.) y se inician las Guerras de los diádocos, que más tarde formarían los reinos helenísticos.
- 322 a. C.: fundación del Imperio Maurya  por Chandragupta.